# John Fletcher
John Fletcher (Rye, dicembre 1579 – Londra, agosto 1625) è stato un drammaturgo inglese.

## Biografia
John Fletcher nacque nel Sussex nel dicembre del 1579 e fu battezzato il 20 dello stesso mese. Il padre Richard era un influente presbitero anglicano che durante l'infanzia e adolescenza di John fu cappellano di Elisabetta I e poi vescovo di Bristol, Worcester e infine di Londra. Dopo la morte di Richard, John e i suoi sette fratelli furono affidati alle cure dello zio, Giles Fletcher il Vecchio. Nel 1591 fu ammesso al Corpus Christi College dell'Università di Cambridge, probabilmente per prepararsi a una carriera ecclesiastica; non è chiaro se ottenne mai la laurea, ma come altri University wits dell'epoca al termine degli studi si trasferì a Londra per lavorare nel mondo del teatro.
Nel 1606 cominciò a lavorare come drammaturgo e commediografo con la compagnia dei Children of the Queen's Revels al Blackfriars Theatre. In questo periodo iniziò il suo proficuo sodalizio con Francis Beaumont, con cui visse e lavorò insieme per quasi un decennio, scrivendo prima per i Queen's Revels e poi per i King's Men. Nel 1613 Beaumont si sposò e andò a vivere con la moglie; nello stesso anno ebbe un infarto e i suoi problemi di salute gli impedirono di proseguire la sua collaborazione con Fletcher.
Al termine della sua collaborazione con Beaumont, Fletcher era ormai ben inserito all'interno della compagnia dei King's Men. Insieme a William Shakespeare scrisse a quattro mani Enrico VIII, I due nobili congiunti e Cardenio; continuò anche a scrivere opere da solo, tra cui The Woman's Prize or the Tamer Tamed, un seguito alla Bisbetica domata shakespeariana. Dopo la morte di Shakespeare nel 1616, Fletcher divenne il principale autore teatrale dei King's Men, per cui scrisse una decina di altre opere fino alla sua morte nove anni più tardi. In questi anni continuò a collaborare con altri drammaturghi, tra cui Nathan Field e Philip Massinger, che lo avrebbe infine sostituito come drammaturgo della compagnia dopo il 1625. Nel corso della sua vita il successo di Fletcher fu pari a quello di Shakespeare: basti pensare che solo nell'inverno del 1621 tre diverse sue opere furono portate a scena a corte.
Fletcher morì di peste nell'agosto 1625 e fu sepolto il 29 dello stesso mese nella Cattedrale di Southwark.

## Opere
- The Faithful Shepherdess, commedia pastorale (1608-1609)
- Valentinian, tragedia (1610–14)
- Monsieur Thomas, commedia (c. 1610–16)
- The Woman's Prize, or The Tamer Tamed, commedia (c. 1611)
- Bonduca, tragedia (1611–14)
- The Chances, commedia (c. 1613–25)
- Wit Without Money, commedia (c. 1614)
- The Mad Lover, tragicommedia (1617)
- The Loyal Subject, tragicommedia (1618)
- The Humorous Lieutenant, tragicommedia (c. 1619
- Women Pleased, tragicommedia (c. 1619–23)
- The Island Princess, tragicommedia (c. 1620)
- The Wild Goose Chase, commedia (c. 1621)
- The Pilgrim, commedia (c. 1621)
- A Wife for a Month, tragicommedia (1624)
- Rule a Wife and Have a Wife, commedia (1624)

### Collaborazioni
Con Francis Beaumont
- The Woman Hater, commedia (1606)
- Cupid's Revenge, tragedia (c. 1607–12)
- Philaster, or Love Lies a-Bleeding, tragicommedia (c. 1609)
- The Maid's Tragedy, tragedia (c. 1609)
- A King and No King, tragicommedia (1611)
- The Captain, commedia (c. 1609–12)
- The Scornful Lady, commedia (c. 1613)
- Love's Pilgrimage, tragicommedia (c. 1615–16)
- The Noble Gentleman, commedia (c. 1613)

Con Beaumont e Philip Massinger
- Thierry and Theodoret, tragedia (c. 1607)
- The Coxcomb, commedia (c. 1608–10)
- Beggars' Bush, commedia (c. 1612–13)
- Love's Cure, commedia (c. 1612–13)

Con Massinger
- Sir John van Olden Barnavelt, tragedia (1619)
- The Little French Lawyer, commedia (c. 1619–23)
- A Very Woman, tragicommedia (c. 1619–22)
- The Custom of the Country, commedia (c. 1619–23)
- The Double Marriage, tragedia (c. 1619–23)
- The False One, dramma storico (c. 1619–23)
- The Prophetess, tragicommedia (1622)
- The Sea Voyage, commedia (1622)
- The Spanish Curate, commedia (1622)
- The Lovers' Progress or The Wandering Lovers, tragicommedia (1623)
- The Elder Brother, commedia (c. 1625)

Con Massinger e Nathan Field
- The Honest Man's Fortune, tragicommedia (1613)
- The Queen of Corinth, tragicommedia (c. 1616–18)
- The Knight of Malta, tragicommedia (c. 1619)

Con William Shakespeare
- Enrico VIII, dramma storico (c. 1613; 1623)
- I due nobili congiunti, tragicommedia (c. 1613; 1634)
- Cardenio, tragicommedia (c. 1613)

Con Thomas Middleton e William Rowley
- Wit at Several Weapons, commedia (c. 1610–20)

con William Rowley;
- The Maid in the Mill (1623).

Con Nathan Field
- Four Plays, or Moral Representations, in One, morality play (c. 1608–13)

Con Messinger, George Chapman e Ben Jonson
- Rollo Duke of Normandy, or The Bloody Brother, tragedia (c. 1617)

Con James Shirley
- The Night Walker, or The Little Thief, commedia (c. 1611)

Con autori ignoti
- The Nice Valour, or The Passionate Madman, commedia (c. 1615–25)
- The Laws of Candy, tragicommedia (c. 1619–23)
- The Fair Maid of the Inn, commedia (1626)
- The Faithful Friends, tragicommedia (1660)